# Halle Tanner Dillon Johnson

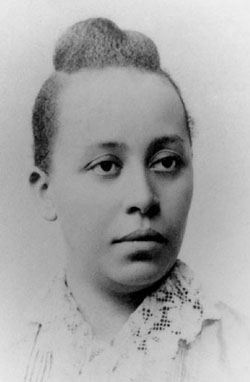
Haller Tanner Dillion Johnson, vor 1901

Halle T. Dillon (* 17. Oktober 1864 in Pittsburgh, Pennsylvania; † 26. April 1901 in Nashville, Tennessee) war eine US-amerikanische Ärztin. Sie war die erste Frau, die in Alabama eine Zulassung als Ärztin erhielt, und war die erste Ärztin an der Tuskegee University.

## Leben
Johnson war die älteste Tochter von neun Kindern von der Lehrerin Sarah Elizabeth Tanner und dem Pfarrer an der African Methodist Episcopal Church in Pittsburgh, Benjamin Tucker Tanner. Ihr Bruder war der Maler Henry Ossawa Tanner. 1886 heiratete sie Charles Dillon, der kurz nach der Geburt eines Kindes zwei Jahre später starb. Johnson zog zu ihrer Familie zurück und studierte als einzige Afroamerikanerin in ihrer Klasse am Women’s Medical College von Pennsylvania, wo sie 1891 einen MD-Abschluss mit Auszeichnung erhielt.
Der Leiter der Tuskegee University in Alabama, Booker T. Washington, suchte derzeit einen afroamerikanischen Arzt für seine Einrichtung und Johnson nahm das Angebot kurz nach ihrem Abschluss an. Sie erklärte sich bereit, zwei Klassen pro Tag zu unterrichten, das Gesundheitsamt zu leiten und die Medizin für die Schule bereitzustellen. Bevor sie in Alabama praktizieren durfte, musste sie eine zehntägige staatliche Prüfung ablegen. Sie bestand die Prüfung als erste Afroamerikanerin und praktizierte dann mit einer Lizenz in Medizin. Von 1891 bis 1894 war sie Assistenzärztin an der Tuskegee University, versorgte Studenten und Mitarbeiter und unterrichtete an der Universität. Sie gründete eine Nurses Training School und die Lafayette-Apotheke für Einheimische.

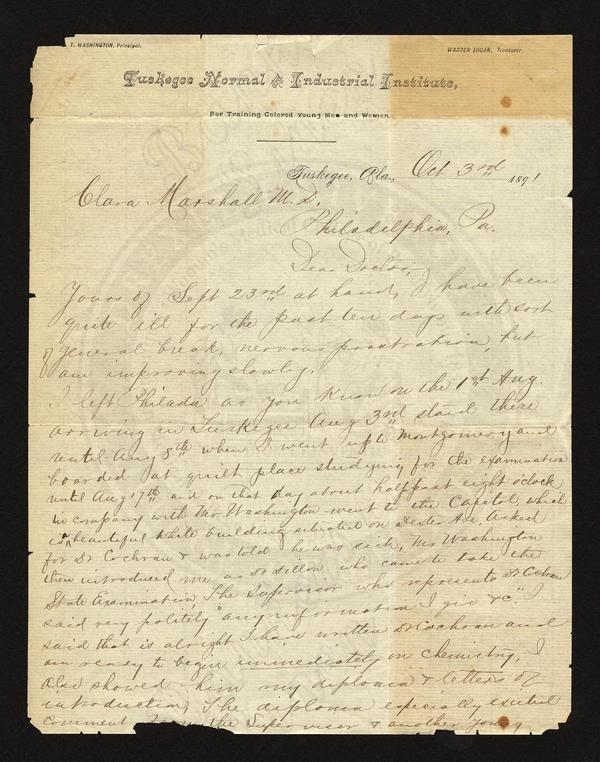
Erste Seite eines Briefes von Halle T. Dillon über ihre Lizenzprüfung im Bundesstaat Alabama, 1891

1894 heiratete sie Reverend John Quincy Johnson, der Mathematikprofessor an der Tuskegee University war. Sie zog mit ihm nach Columbia, South Carolina, und ihr Mann wurde dort Präsident der Allen University. Anschließend zogen sie nach Hartford (Connecticut), Atlanta und Princeton (New Jersey) und bekamen drei Kinder. 1900 zog die Familie nach Nashville, wo ihr Ehemann Pfarrer in der Saint Paul AME-Kirche wurde.
Johnson starb im Alter von 37 Jahren an den Folgen einer Geburt und wurde auf dem Greenwood Cemetery in Nashville beigesetzt.